# اليزيديون في فرنسا

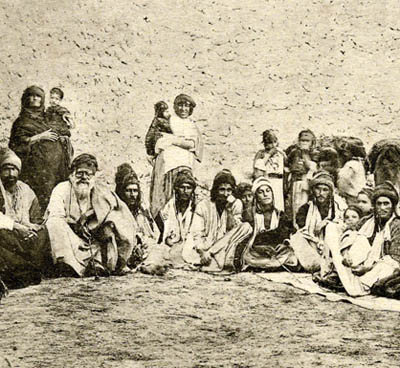
يزيديون على جبل سنجار على الحدود العراقية السورية في عشرينيات القرن الماضي.

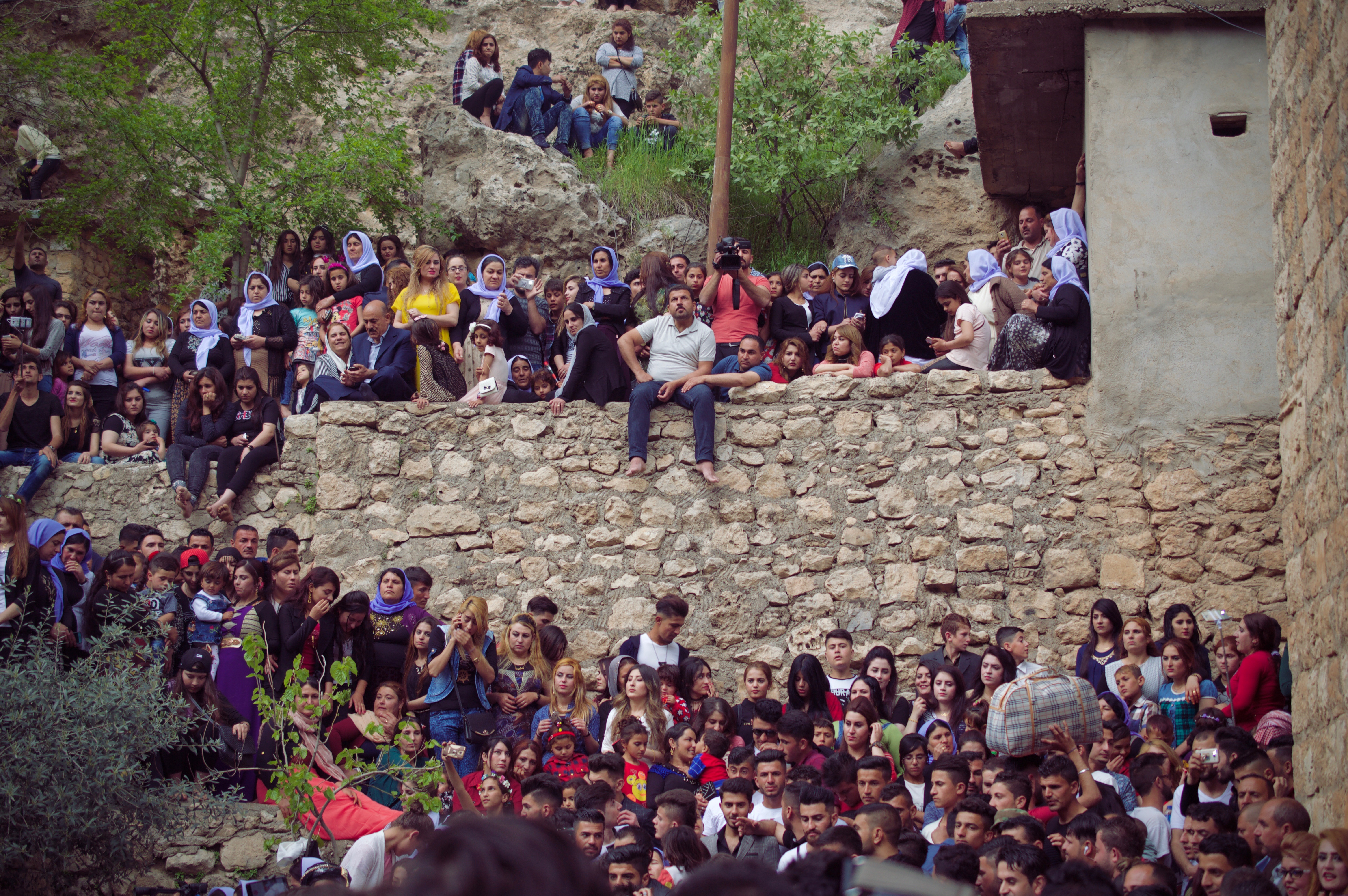
احتفالات رأس السنة اليزيدية في لالش (18 أبريل 2017).

اليزيديون في فرنسا هم الأشخاص الذين ولدوا في فرنسا أو يقيمون فيها من أصل إيزيدي بشكل كامل أو جزئي، وهي جماعة إثنية دينية.